# حسین‌زاده
بعضی افراد با نام خانوادگی حسین‌زاده عبارتند از:
- محمدحسین حسین‌زاده بحرینی استاد دانشگاه و نماینده مجلس شورای اسلامی
- رضا حسین‌زاده گوینده اخبار در صدا و سیمای جمهوری اسلامی ایران
- محمدعلی حسین‌زاده نماینده مجلس شورای اسلامی
- کتایون حسین‌زاده نویسنده و کارگردان تئاتر
- امیرحسین حسین‌زاده فوتبالیست
- ابراهیم حسین‌زاده فرمانده عالی رتبه سپاه پاسداران